# Olympische Sommerspiele 2000/Leichtathletik – 4 × 100 m (Männer)

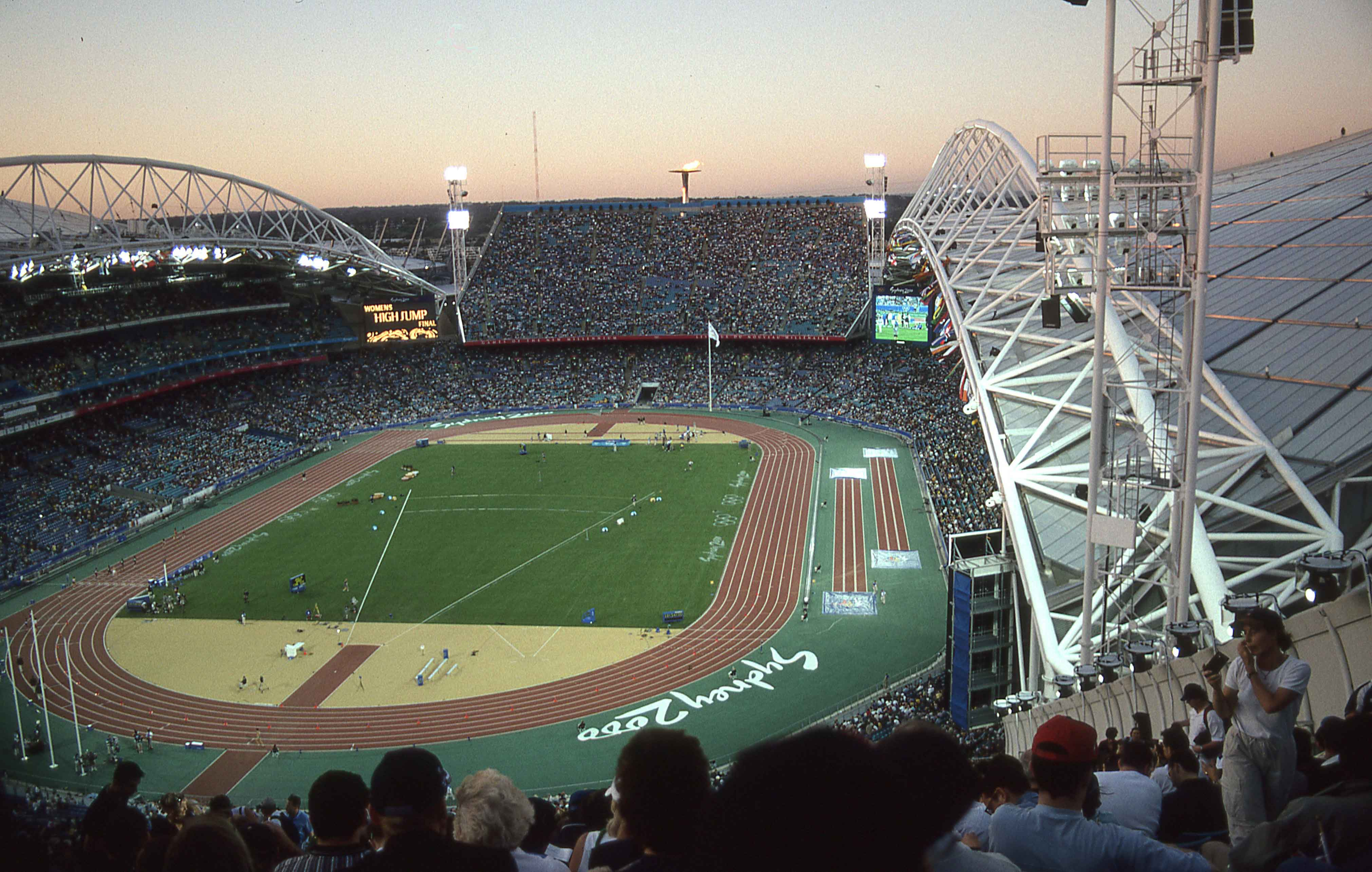
Das frühere ANZ Stadium von Sydney während der Olympischen Spiele 2000

Die 4-mal-100-Meter-Staffel der Männer bei den Olympischen Spielen 2000 in Sydney wurde am 29. und 30. September 2000 im Stadium Australia ausgetragen. In vierzig Mannschaften nahmen 166 Athleten teil.
Olympiasieger wurde die Staffel der USA mit Jon Drummond, Bernard Williams, Brian Lewis, Maurice Greene sowie den in den Vorläufen außerdem eingesetzten Kenny Brokenburr und Tim Montgomery.
Silber gewann Brasilien in der Besetzung Vicente de Lima, Édson Ribeiro, André da Silva und Cláudio Roberto Souza.
Bronze ging an Kuba mit José Ángel César, Luis Alberto Pérez-Rionda, Iván García und Freddy Mayola.
Auch die in den Vorläufen für die Medaillengewinner eingesetzten Läufer erhielten entsprechendes Edelmetall.
Staffeln aus Deutschland, der Schweiz, Österreich und Liechtenstein nahmen nicht teil.

## Aktuelle Titelträger
| Olympiasieger 1996                      | Kanada          | 37,69 s | Atlanta 1996    |
| Weltmeister 1999                        | USA             | 37,59 s | Sevilla 1999    |
| Europameister 1998                      | Großbritannien  | 38,52 s | Budapest 1998   |
| Panamerikanischer Meister 1999          | Brasilien       | 38,18 s | Winnipeg 1999   |
| Zentralamerika und Karibik-Meister 1999 | Barbados        | 39,75 s | Bridgetown 1999 |
| Südamerika-Meister 1999                 | Brasilien       | 38,46 s | Bogotá 1999     |
| Asienmeister 2000                       | Thailand        | 38,80 s | Jakarta 2000    |
| Afrikameister 2000                      | Ghana           | 39,90 s | Algier 2000     |
| Ozeanienmeister 2000                    | Papua-Neuguinea | 41,96 s | Adelaide 2000   |

## Rekorde

### Bestehende Rekorde
| Weltrekord         | 37,40 s | USA (Michael Marsh, Leroy Burrell, Dennis Mitchell, Carl Lewis) | Finale OS Barcelona, Spanien | 8. August 1992 |
| Olympischer Rekord | 37,40 s | USA (Michael Marsh, Leroy Burrell, Dennis Mitchell, Carl Lewis) | Finale OS Barcelona, Spanien | 8. August 1992 |

Der bestehende olympische Rekord, gleichzeitig Weltrekord, wurde bei diesen Spielen nicht erreicht. Im schnellsten Rennen, dem Finale, verfehlte das Team des Olympiasiegers USA mit 37,61 s den Rekord um 21 Hundertstelsekunden.

### Rekordverbesserungen
Es wurde ein Kontinentalrekord aufgestellt, darüber hinaus gab es acht neue Landesrekorde.
- Kontinentalrekord:
  - 38,31 s (Asienrekord) – Japan (Shingo Kawabata, Kōji Itō, Shingo Suetsugu, Nobuharu Asahara), zweites Halbfinale am 29. September
- Landesrekorde:
  - 39,25 s – Slowenien (Matic Šušteršic, Matic Osovnikar, Boštjan Fridrih, Urban Acman), zweiter Vorlauf am 29. September
  - 39,77 s – Liberia (Kouty Mawenh, Sayon Cooper, Andrew Reyes, Abraham Morlu), zweiter Vorlauf am 29. September
  - 39,26 s – Irland (John McAdorey, Gary Ryan, Thomas Comyns, Paul Brizzel), dritter Vorlauf am 29. September
  - 39,45 s – Venezuela (Juan Morillo, José Peña, José Carabalí, Hely Ollarves), fünfter Vorlauf am 29. September
  - 38,27 s – Jamaika (Lindel Frater, Dwight Thomas, Christopher Williams, Llewellyn Bredwood), erstes Halbfinale am 29. September
  - 38,92 s – Trinidad und Tobago (Niconnor Alexander, Julieon Raeburn, Marc Burns, Ato Boldon), zweites Halbfinale am 29. September
  - 37,90 s – Brasilien (Vicente de Lima, Édson Ribeiro, André da Silva, Cláudio Roberto Souza), Finale am 30. September
  - 38,20 s – Jamaika (Lindel Frater, Dwight Thomas, Christopher Williams, Llewellyn Bredwood), Finale am 30. September

## Vorrunde
Insgesamt wurden fünf Vorläufe absolviert. Für das Halbfinale qualifizierten sich pro Lauf die ersten zwei Staffeln. Darüber hinaus kamen die sechs Zeitschnellsten, die sogenannten Lucky Loser, weiter. Die direkt qualifizierten Teams sind hellblau, die Lucky Loser hellgrün unterlegt.
Anmerkung: Alle Zeiten sind in Ortszeit Sydney (UTC+10) angegeben.

### Vorlauf 1
29. September 2000, 10:00 Uhr
| Platz | Staffel        | Besetzung                                                                      | Zeit (s) |
| ----- | -------------- | ------------------------------------------------------------------------------ | -------- |
| 1     | Elfenbeinküste | Éric Pacôme N’Dri Ahmed Douhou Yves Sonan Ibrahim Méité                        | 39,06    |
| 2     | Thailand       | Kongdech Natenee Vissanu Sophanich Boonyarit Phuksachat Sittichai Suwonprateep | 39,13    |
| 3     | Guatemala      | Rolando Blanco Óscar Meneses José Meneses José Tinoco                          | 39,34    |
| 4     | Bahamas        | Renward Wells Dominic Demeritte Iram Lewis Wellington Saunders Whymms          | 39,57    |
| 5     | Zypern         | Anthimos Rotos Anninos Markoullidis Prodromos Katsantonis Yannis Zisimides     | 39,75    |
| 6     | BR Jugoslawien | Slobodan Spasić Predrag Momirović Milos Sakić Milan Petaković                  | 39,99    |
| 7     | Indien         | Anna Durai Rajeev Balakrishnan Ajay Raj Singh Anil Kumar Prakash               | 40,23    |
| DSQ   | Großbritannien | Allyn Condon Jason Gardener Marlon Devonish Dwain Chambers                     |          |

### Vorlauf 2
29. September 2000, 10:08 Uhr
| Platz | Staffel   | Besetzung                                                                | Zeit (s) | Anmerkung |
| ----- | --------- | ------------------------------------------------------------------------ | -------- | --------- |
| 1     | Brasilien | Vicente de Lima Édson Ribeiro André da Silva Cláudio Roberto Souza       | 38,32    |           |
| 2     | Italien   | Francesco Scuderi Alessandro Cavallaro Maurizio Checcucci Andrea Colombo | 38,84    |           |
| 3     | Nigeria   | Uchenna Emedolu Nnamdi Anusim Sunday Emmanuel Deji Aliu                  | 38,85    |           |
| 4     | Jamaika   | Donovan Powell (Vorlauf) Dwight Thomas Lindel Frater Llewellyn Bredwood  | 38,97    |           |
| 5     | Slowenien | Matic Šušteršic Matic Osovnikar Boštjan Fridrih Urban Acman              | 39,25    | NR        |
| 6     | Liberia   | Kouty Mawenh Sayon Cooper Andrew Reyes Abraham Morlu                     | 39,77    | NR        |
| 7     | Hongkong  | To Wai Lok Ho Kwan Lung Tang Hon Sing Chiang Wai Hung                    | 40,15    |           |
| 8     | Chile     | Diego Valdés Ricardo Roach Rodrigo Roach Juan Pablo Faúndez              | 40,20    |           |

### Vorlauf 3
29. September 2000, 10:16 Uhr
| Platz | Staffel       | Besetzung                                                                         | Zeit (s) | Anmerkung |
| ----- | ------------- | --------------------------------------------------------------------------------- | -------- | --------- |
| 1     | Frankreich    | Frédéric Krantz David Patros Christophe Cheval Jérôme Éyana (Vorlauf)             | 39,00    |           |
| 2     | Griechenland  | Georgios Theodoridis Konstantinos Kenteris Alexios Alexopoulos Angelos Pavlakakis | 39,21    |           |
| 3     | Kanada        | Bradley McCuaig Glenroy Gilbert Pierre Browne Nicolas Macrozonaris (Vorlauf)      | 39,26    |           |
| 4     | Irland        | John McAdorey Gary Ryan Thomas Comyns Paul Brizzel                                | 39,26    | NR        |
| 5     | Mauritius     | Jonathan Chimier Éric Milazar Stéphan Buckland Fernando Augustin                  | 39,55    |           |
| 6     | Israel        | Kfir Golan Gideon Jablonka Tommy Kafri Alexandr Porchomowski                      | 39,76    |           |
| 7     | Saudi-Arabien | Mohamed al-Yami Mubarak Ata Mubarak Salem al-Yami Jamal al-Saffar                 | 39,94    |           |
| DNF   | Ghana         | Christian Nsiah Kenneth Andam Aziz Zakari Leonard Myles-Mills                     |          |           |

### Vorlauf 4
29. September 2000, 10:24 Uhr
| Platz | Staffel             | Besetzung                                                                                    | Zeit (s) | Anmerkung                                                       |
| ----- | ------------------- | -------------------------------------------------------------------------------------------- | -------- | --------------------------------------------------------------- |
| 1     | Kuba                | José Ángel César Luis Alberto Pérez-Rionda Iván García Freddy Mayola                         | 38,74    |                                                                 |
| 2     | Australien          | Patrick Johnson Paul Di Bella Darryl Wohlsen Matthew Shirvington                             | 38,76    |                                                                 |
| 3     | Trinidad und Tobago | Niconnor Alexander Julieon Raeburn Jacey Harper (Vorlauf) Marc Burns                         | 39,12    |                                                                 |
| 4     | Ungarn              | Viktor Kovács Géza Pauer László Babály junior Miklós Gyulai                                  | 39,52    |                                                                 |
| 5     | Kamerun             | Samuel Nchinda Serge Bengono Joseph Batangdon Benjamin Sirimou                               | 39,62    | bei SportsReference als Startläufer benannt: Alfred Moussambani |
| 6     | Oman                | Mohamed Said al-Maskary Hamoud Abdallah al-Dalhami Mohamed al-Houti Jahad Abdullah al-Sheikh | 39,82    |                                                                 |
| 7     | Puerto Rico         | Osvaldo Nieves Rogelio Pizarro Jorge Richardson Felix Omar Fernández Rodríguez               | 40,12    |                                                                 |
| 8     | Usbekistan          | Oleg Juravlyov Konstantin Schurawliow Anvar Koʻchmurodov Nikolaj Eroschenko                  | 41,20    |                                                                 |

### Vorlauf 5
29. September 2000, 10:32 Uhr
| Platz | Staffel    | Besetzung                                                            | Zeit (s) | Anmerkung |
| ----- | ---------- | -------------------------------------------------------------------- | -------- | --------- |
| 1     | USA        | Kenny Brokenburr Tim Montgomery Brian Lewis Maurice Greene           | 38,15    |           |
| 2     | Japan      | Shingo Kawabata Kōji Itō Shingo Suetsugu Nobuharu Asahara            | 38,52    |           |
| 3     | Polen      | Marcin Nowak Marcin Urbaś Piotr Balcerzak Ryszard Pilarczyk          | 38,74    |           |
| 4     | Russland   | Dmitri Wassiljew Alexander Rjabow Alexander Smirnow Sergei Bytschkow | 39,29    |           |
| 5     | Venezuela  | Juan Morillo José Peña José Carabalí Hely Ollarves                   | 39,45    | NR        |
| 6     | Kroatien   | Slaven Krajačić Dejan Vojnović Siniša Ergotić Tihomir Buinjac        | 39,87    |           |
| 7     | Indonesien | Sukari Erwin Heru Susanto Yanes Raubaba John Muray                   | 40,35    |           |
| 8     | Barbados   | Wilan Lewis Victor Houston Gabriel Burnett Fabian Rollins            | 40,38    |           |

## Halbfinale
Für das Finale qualifizierten sich in den beiden Läufen die jeweils ersten drei Staffeln. Darüber hinaus kamen die zwei Zeitschnellsten, die sogenannten Lucky Loser, weiter. Die direkt qualifizierten Teams sind hellblau, die Lucky Loser hellgrün unterlegt.
Es kam zu folgenden Besetzungsänderungen:
- USA – Jon Drummond ersetzte Kenny Brokenburr und Bernard Williams lief für Tim Montgomery.
- Jamaika – Christopher Williams kam anstelle von Donovan Powell zum Einsatz.
- Frankreich – Needy Guims lief für Jérôme Éyana.
- Kanada – Adrian Woodley lief anstelle von Nicolas Macrozonaris.
- Trinidad und Tobagos – Ato Boldon kam für Jacey Harper zum Einsatz.

### Lauf 1
29. September 2000, 20:50 Uhr
| Platz | Staffel        | Besetzung                                                                                        | Zeit (s) | Anmerkung |
| ----- | -------------- | ------------------------------------------------------------------------------------------------ | -------- | --------- |
| 1     | USA            | Jon Drummond (Halbfinale/Finale) Bernard Williams (Halbfinale/Finale) Brian Lewis Maurice Greene | 37,82    |           |
| 2     | Jamaika        | Lindel Frater Dwight Thomas Christopher Williams (Halbfinale/Finale) Llewellyn Bredwood          | 38,27    | NR        |
| 3     | Frankreich     | Frédéric Krantz David Patros Christophe Cheval Needy Guims (Halbfinale/Finale)                   | 38,64    |           |
| 4     | Italien        | Francesco Scuderi Alessandro Cavallaro Maurizio Checcucci Andrea Colombo                         | 38,67    |           |
| 5     | Elfenbeinküste | Éric Pacôme N’Dri Ahmed Douhou Yves Sonan Ibrahim Méité                                          | 38,82    |           |
| 6     | Kanada         | Bradley McCuaig Glenroy Gilbert Pierre Browne Adrian Woodley (Halbfinale)                        | 38,92    |           |
| 7     | Thailand       | Kongdech Natenee Vissanu Sophanich Boonyarit Phuksachat Sittichai Suwonprateep                   | 39,05    |           |
| DNF   | Nigeria        | Uchenna Emedolu Nnamdi Anusim Sunday Emmanuel Deji Aliu                                          |          |           |

### Lauf 2
29. September 2000, 20:58 Uhr
| Platz | Staffel             | Besetzung                                                                         | Zeit (s) | Anmerkung |
| ----- | ------------------- | --------------------------------------------------------------------------------- | -------- | --------- |
| 1     | Kuba                | José Ángel César Luis Alberto Pérez-Rionda Iván García Freddy Mayola              | 38,16    |           |
| 2     | Brasilien           | Vicente de Lima Édson Ribeiro André da Silva Cláudio Roberto Souza                | 38,27    |           |
| 3     | Japan               | Shingo Kawabata Kōji Itō Shingo Suetsugu Nobuharu Asahara                         | 38,31    | AS        |
| 4     | Polen               | Marcin Nowak Marcin Urbaś Piotr Balcerzak Ryszard Pilarczyk                       | 38,60    |           |
| 5     | Griechenland        | Georgios Theodoridis Konstantinos Kenteris Alexios Alexopoulos Angelos Pavlakakis | 38,80    |           |
| 6     | Trinidad und Tobago | Niconnor Alexander Julieon Raeburn Marc Burns Ato Boldon (Halbfinale)             | 38,92    | NR        |
| DSQ   | Australien          | Matthew Shirvington Paul Di Bella Darryl Wohlsen Patrick Johnson                  |          |           |
| DSQ   | Slowenien           | Matic Šušteršic Matic Osovnikar Boštjan Fridrih Urban Acman                       |          |           |

## Finale
30. September 2000, 20:05 Uhr
| Platz | Staffel    | Besetzung | Zeit (s) | Anmerkung |
| ----- | ---------- | --- | -------- | --------- |
| 1     | USA        | Jon Drummond (Halbfinale/Finale) Bernard Williams (Halbfinale/Finale) Brian Lewis Maurice Greene in den Vorläufen außerdem: Kenny Brokenburr Tim Montgomery | 37,61    |           |
| 2     | Brasilien  | Vicente de Lima Édson Ribeiro André da Silva Cláudio Roberto Souza                                                                                          | 37,90    | NR        |
| 3     | Kuba       | José Ángel César Luis Alberto Pérez-Rionda Iván García Freddy Mayola                                                                                        | 38,04    |           |
| 4     | Jamaika    | Lindel Frater Dwight Thomas Christopher Williams (Halbfinale/Finale) Llewellyn Bredwood in den Vorläufen außerdem: Donovan Powell                           | 38,20    | NR        |
| 5     | Frankreich | Frédéric Krantz David Patros Christophe Cheval Needy Guims (Halbfinale/Finale) in den Vorläufen außerdem: Jérôme Éyana                                      | 38,49    |           |
| 6     | Japan      | Shingo Kawabata Kōji Itō Shingo Suetsugu Nobuharu Asahara                                                                                                   | 38,66    |           |
| 7     | Italien    | Francesco Scuderi Alessandro Cavallaro Maurizio Checcucci Andrea Colombo                                                                                    | 38,67    |           |
| 8     | Polen      | Marcin Nowak Marcin Urbaś Piotr Balcerzak Ryszard Pilarczyk                                                                                                 | 38,96    |           |

Die US-amerikanische Staffel war eindeutiger Favorit auf den Sieg. Das Team war amtierender Weltmeister und hatte mit Maurice Greene den 100-Meter-Olympiasieger in seinen Reihen. Das kanadische Team, Olympiasieger von 1996, war nicht mehr so stark einzuschätzen wie vier Jahre zuvor in Atlanta. Ernsthaftester Konkurrent war die britische Mannschaft, Vizeweltmeister von 1999 und mit starken Einzelläufern besetzt. Aber die Briten scheiterten schon im Vorlauf, sie wurden disqualifiziert. So blieben als weitere Medaillenanwärter vor allem der WM-Dritte Brasilien und der WM-Vierte Kuba.
Die US-Amerikaner wurden ihrem Anspruch voll gerecht. Von Beginn des Rennens an war die Staffel ganz vorn, beim letzten Wechsel lag Kuba an zweiter Stelle vor Brasilien, die Favoritenmannschaften führten also hier bereits. Maurice Greene vergrößerte den Vorsprung seines Teams noch einmal, das war der Olympiasieg für die US-Amerikaner. Der brasilianische Schlussläufer Cláudio Roberto Souza brachte seine Staffel mit einem Rückstand von 29 Hundertstelsekunden auf die Gewinner noch auf den Silberplatz, Freddy Mayola sicherte vierzehn Hundertstelsekunden hinter Brasilien Bronze für Kuba. Jamaika belegte Rang vier vor Frankreich und Japan.
Im zwanzigsten olympischen Finale gewann die US-Staffel ihre fünfzehnte Goldmedaille in der 4-mal-100-Meter-Staffel.

## Videolinks
- Men's 4x100 Finals - 2000 Sydney Olympics Track & Field, youtube.com, abgerufen am 29. Januar 2022
- A close look at 4x100 relay mens final Sydney 2000, youtube.com, abgerufen am 22. März 2018